# Peter Soberlak
Peter Soberlak (Kamloops, Brit Columbia, 1969. május 12. –) kanadai profi jégkorongozó.

## Karrier
Komolyabb junior karrierjét a Western Hockey League-es Kamloops Blazersben kezdte 1985-ben. A következő évben 16 mérkőzés után átkerült a Swift Current Broncoshoz. Ezzel a csapattal az utolsó junior évében, 1989-ben Memorial-kupa győztesek lettek. Közben az 1987-es NHL-drafton az Edmonton Oilers kiválasztotta őt az első kör 21. helyén. A jó draft hely ellenére sosem játszhatott a National Hockey League-ben. Felnőtt pályafutását az American Hockey League-es Cape Breton Oilersben kezdte meg 1989 végén. Három profi év után az 1991–1992-es szezon közben vonult vissza.

## Díjai
- Elnöki-kupa: 1989
- Memorial-kupa: 1989